# Meliboeus cyprius
Meliboeus cyprius es una especie de escarabajo del género Meliboeus, familia Buprestidae. Fue descrita científicamente por Zürcher en 1911.